# 巩县石窟
巩县石窟寺原名希玄寺。唐宋两代称为净土寺，明代改为净土禅寺，清代改为今名。位于河南省巩义市孝义镇东北九公里的寺湾村东。石窟群坐北向南，创建于北魏，是继龙门石窟后，北魏时期的又一佛教艺术宝库。东魏、西魏、北齐、唐、宋、金、明，以及清代雍正年间，该石窟群都重修过。佛像的雕造，以北魏为主，在北齐和唐代是又进行了较多的开凿。现存石窟5个、千佛龛1个、摩崖造像3尊、摩崖造像龛225个、碑刻题记256方、佛像7743尊。

## 历史
- 据唐代龙朔二年（662年）的《后魏孝文帝故希玄寺之碑》记载，北魏孝文帝在此创建伽蓝。
- 明弘治七年（1494年）重修碑记载：“自后魏宣武帝景明之间，凿石为窟，刻佛千万像，世无能烛其数者。”
- 1909年，爱德华·沙畹（Édouard Chavannes）在巴黎发布了《Mission archéologique dans la Chine septentrionale》（北中国考古图录），其中有18幅1907年拍摄的巩义石窟寺照片[3]。
- 中华人民共和国成立前，各窟被严重盗窃，陈列在美国哈佛大学福格艺术博物馆的一尊菩萨像就是从第五窟西壁佛龛北侧盗凿的。第 3、4、5窟及千佛龛被泥砂淤埋3/2以上，1954年对各窟内的淤土进行了清理，新建了石窟寺保护房。
- 1973年以后，对石窟寺进行了全面化学合剂技术粘接、勾缝、修补。另外还修建了大型排水沟，扩建围墙和其他建筑。
- 1982年中华人民共和国国务院将其列为全国重点文物保护单位。

## 石窟特点
巩县石窟的规模整齐画一，窟室的结构以中心柱为主，周壁整齐地布满千佛图与礼佛图，有很强的规律性，且于窟外壁面上雕塑出力士、立佛、以及维摩文殊等造像，表明在开凿之初，经过了周密的规划。石窟内的布局简洁明快，予人整体之感。 中心柱窟为巩县石窟寺的主要窟形。龙门石窟北与巩县石窟的地理位置、时间均相近，但龙门石窟并没有出现中心柱窟。

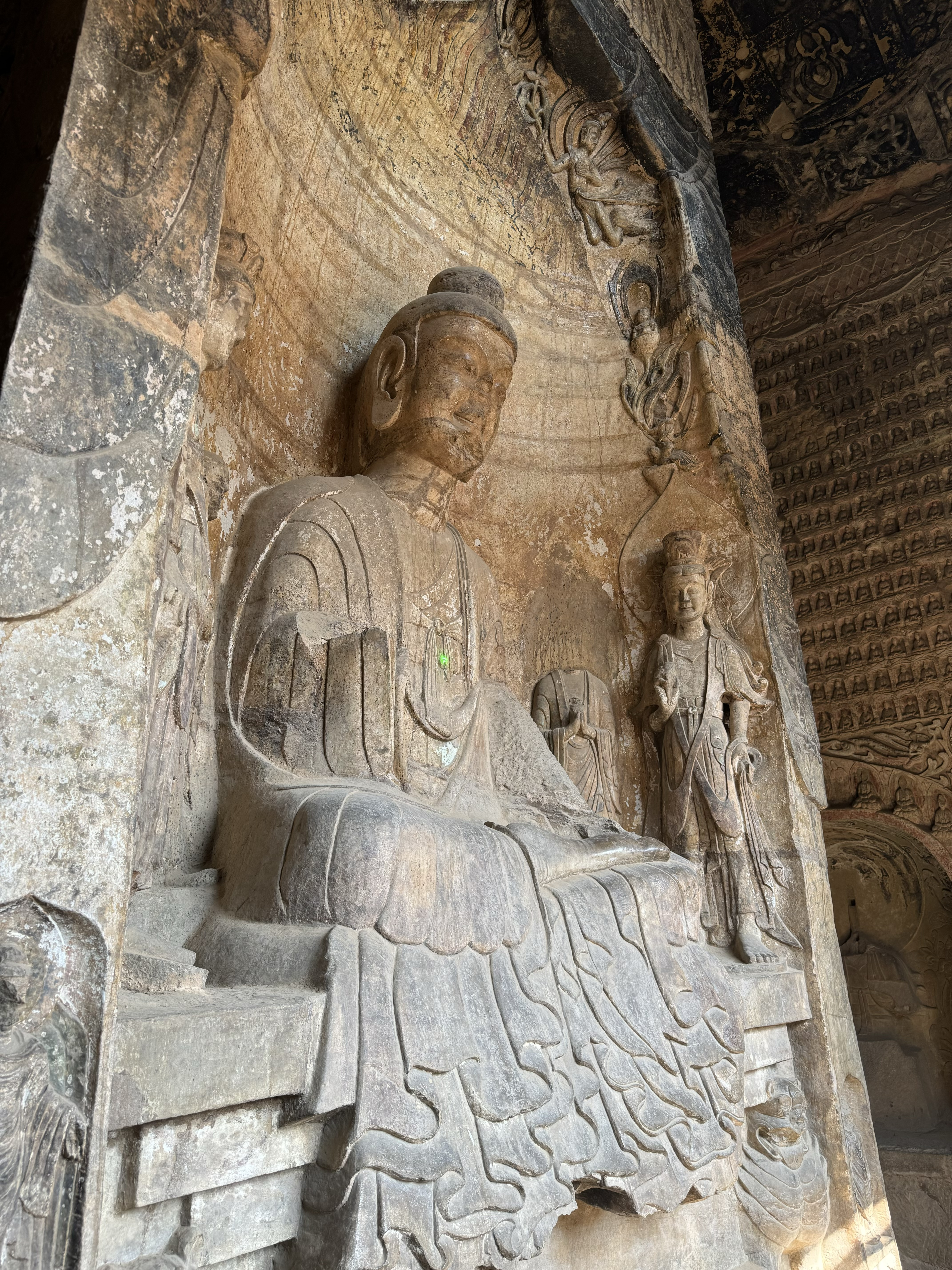
一号窟中心柱

巩县石窟的中心柱与敦煌石窟较为相近，均为“中心方柱式”，而非云冈石窟的“中心塔柱式”。从中心柱窟的窟形来看，有简化的趋势，敦煌石窟主室中心柱前设有“人”字披顶，但巩县石窟却没有，其窟形趋于方正，且五个洞窟之间的规模也趋于一致。 从窟形的表现方式来看，巩县石窟参照了北魏早期的佛教石窟的窟形，因此巩县石窟上有若干早期石窟的影子。巩县石窟不单单是模仿，而是以早期佛教石窟为基础进行了创新，开创了中心柱窟的新样貌，并且影响了略晚的北齐响堂山石窟与北周须弥山石窟，因此，巩县石窟寺奠定了北朝晚期中心柱窟的发展基础。

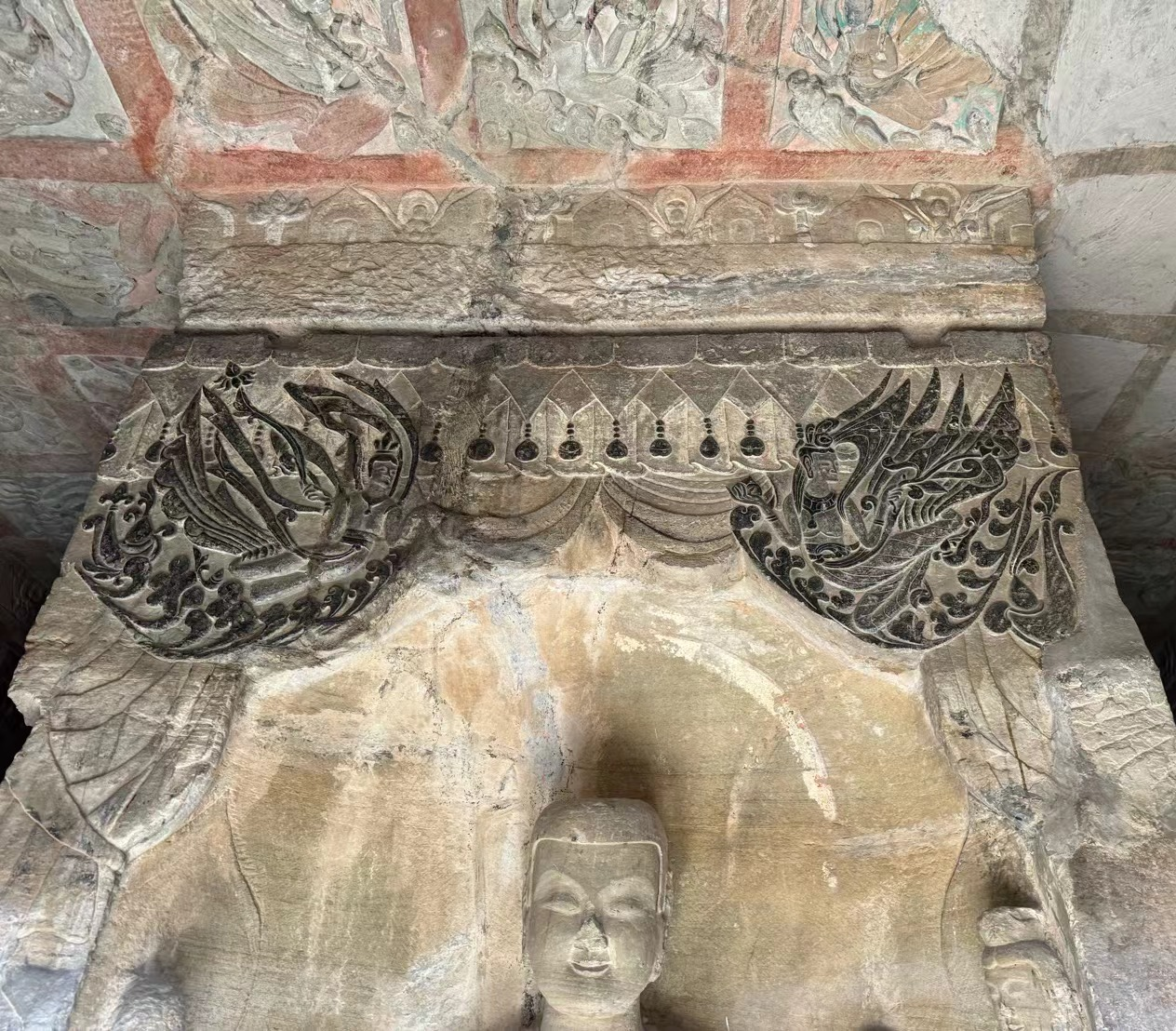
三号窟飞天

从图像意涵来看，巩县石窟的造像简洁、规整，其造像内容差异甚小，各窟的工作坊基本上是相同的或是传承关系非常密切的，因此巩县各窟间有一定的关连性。巩县石窟的主要造像主要是坐佛、结跏趺坐菩萨像、二佛并坐，表明了该窟主要思想是以“三世佛”和“法华信仰”为主，并同时通过周壁的“涅盘图”及“维摩文殊辩论图”来强调“法身不灭，佛法长存”的信仰，与三世佛的信仰紧密相扣。周壁的千佛龛，则表现出《法华经》中的十方诸佛。中心柱与四壁千佛龛共同表现出三世佛十方佛共现。巩县石窟各窟的造像，是藉由周壁布满千佛龛来表现出十方无量世界有无数的佛存在，并辅以三世佛的“三世无别，法身不灭”思想，表达诸佛无处而不在，佛寿源远流长的意涵。

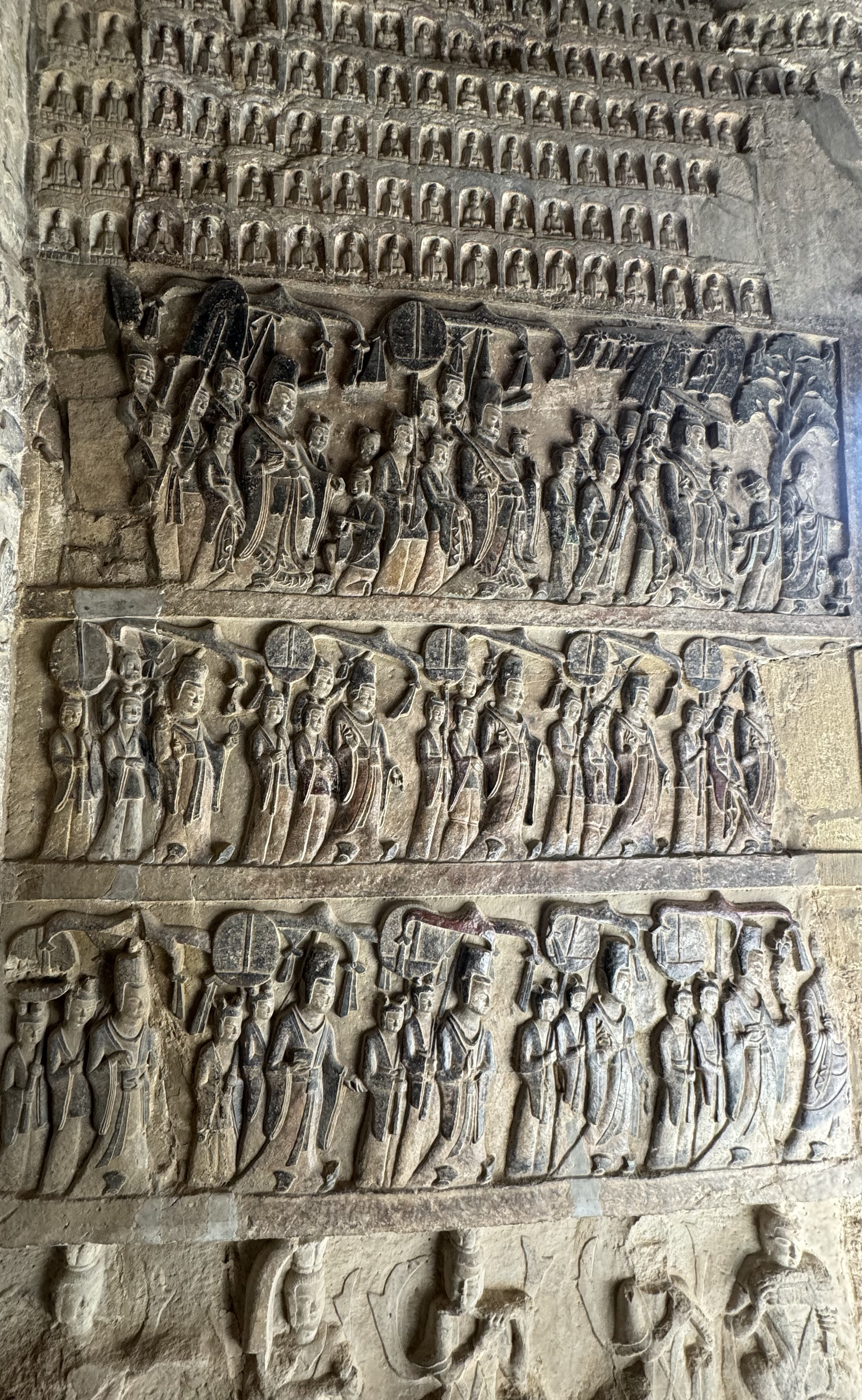
第一窟皇帝礼佛图
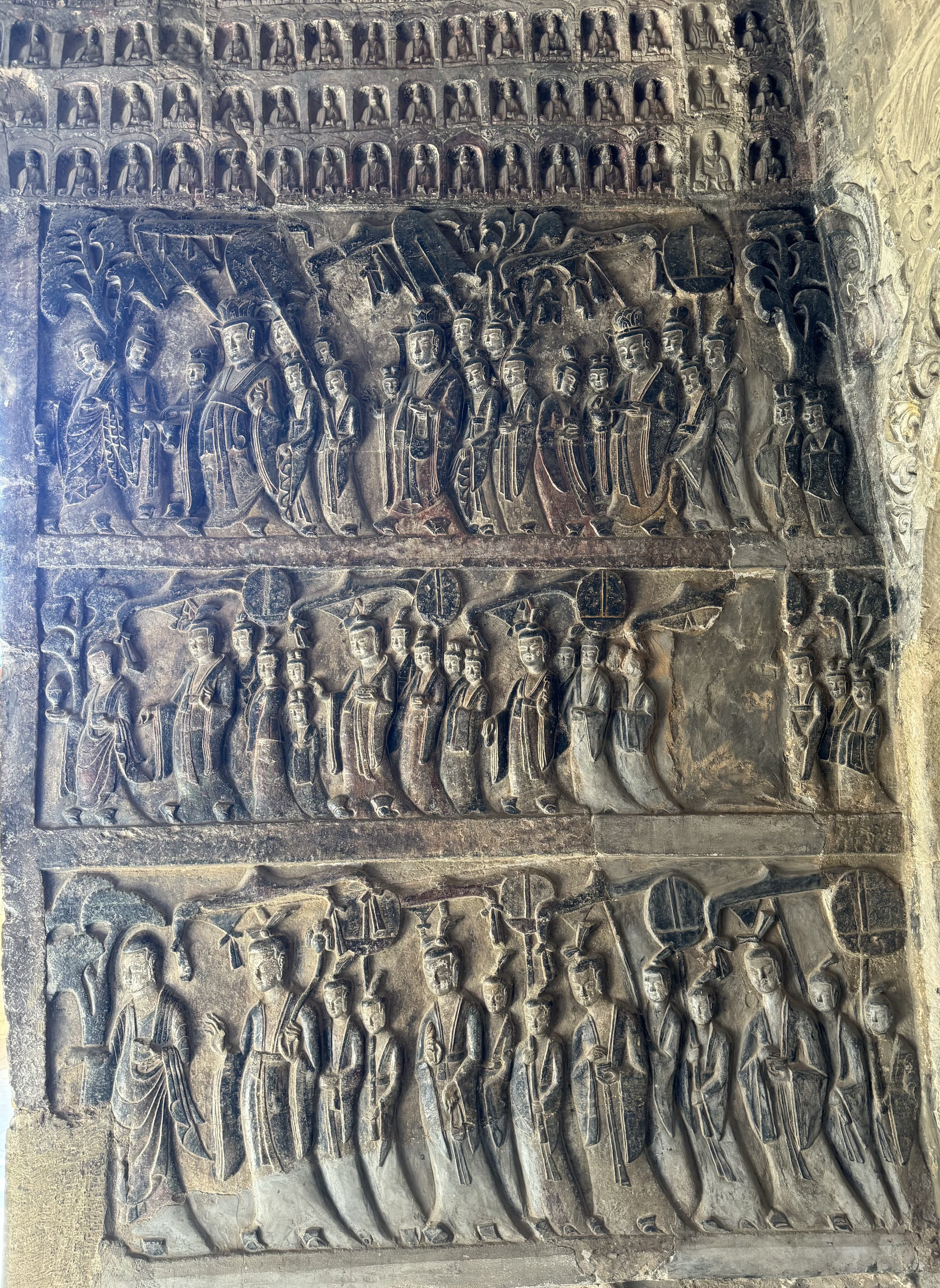
第一窟皇后礼佛图
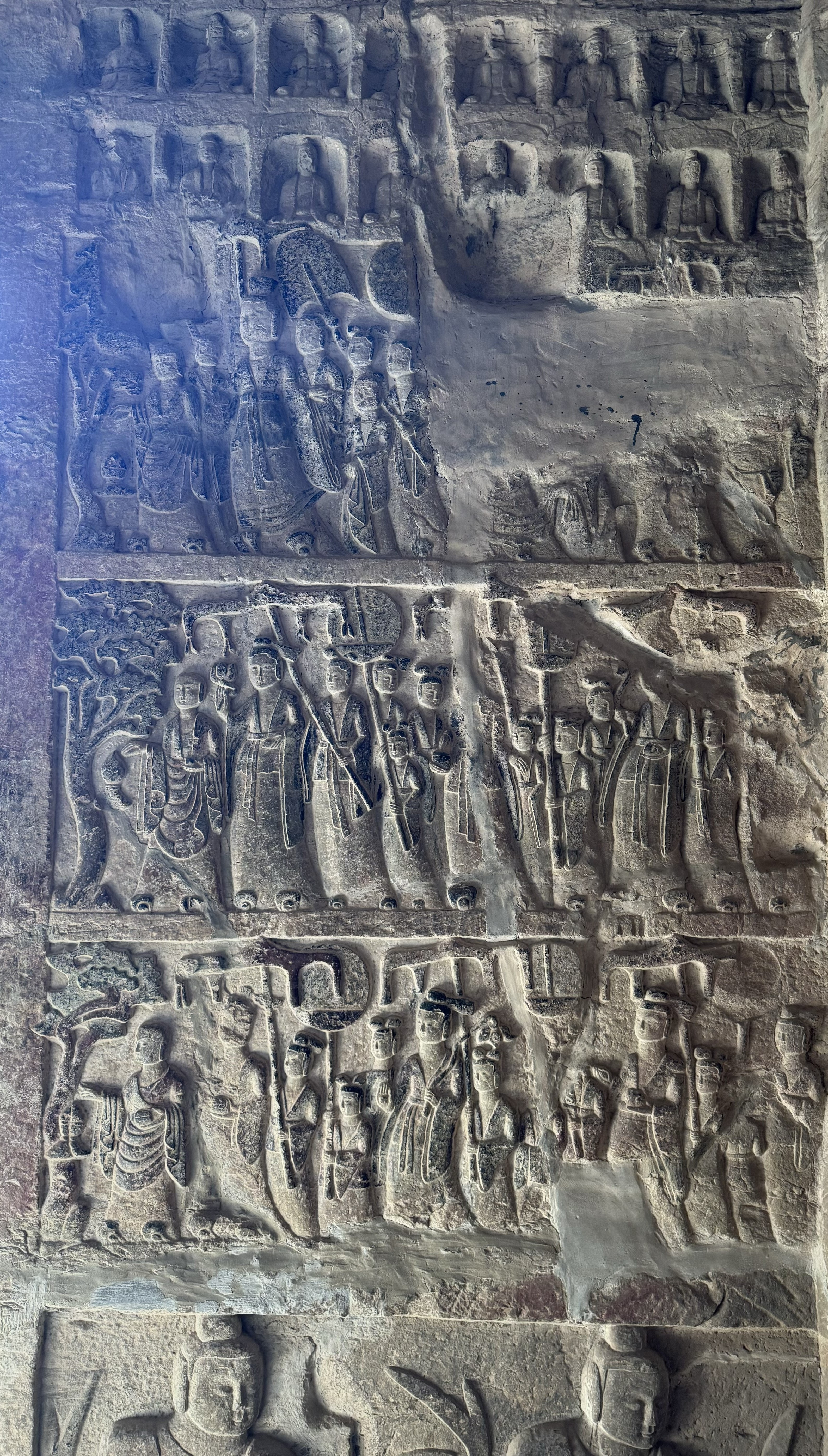
第四窟皇后礼佛图